# Helmut Eimer
Helmut Eimer (* 1936) ist ein deutscher Indologe.

## Leben
Er studierte klassische Philosophie, Sanskrit und Tibetisch in Hamburg, Berlin und Bonn (Promotion 1974). Er spezialisierte sich auf nordbuddhistische Traditionen und literarische Quellen. Er lehrte als Professor für Buddhismuskunde an der Universität Bonn.

## Schriften (Auswahl)
- Eimer, Helmut (1977). Berichte über das Leben des Atiśa (Dīpaṃkaraśrījnāna). Eine Untersuchung der Quellen. Wiesbaden, ISBN 3-447-01865-8.
- Eimer, Helmut (1983). Some results of recent Kanjur research. Sankt Augustin, ISBN 3-88280-019-4.
- Eimer, Helmut (1989). Der Tantra-Katalog des Bu-ston im Vergleich mit der Abteilung Tantra des tibetischen Kanjur. Studie, Textausgabe, Konkordanzen und Indices. Bonn, ISBN 3-923776-17-9.
- Eimer, Helmut (2006). Buddhistische Begriffsreihen als Skizzen des Erlösungsweges. Wien, ISBN 3-902501-04-9.